# Egbert Brieskorn
Egbert Valentin Brieskorn (né le 7 juillet 1936 à Rostock et mort le 11 juillet 2013  à Bonn) est un mathématicien allemand qui a introduit les sphères de Brieskorn et la résolution de Brieskorn-Grothendieck (en).